# Martha Himmelfarb
Martha Himmelfarb (* 1952 in New York City) ist eine US-amerikanische Theologin.

## Leben
Himmelfarb erwarb 1974 einen Bachelor-Abschluss am Barnard College und promovierte 1981 an der University of Pennsylvania. Sie trat 1978 der Religionsfakultät der Princeton University bei und war von 1999 bis 2006 Vorsitzende der Abteilung; derzeit ist sie dort William H. Danforth Professor of Religion. Ihre primären Forschungsinteressen umfassen Vorstellungen der Apokalypse, jüdisches Priestertum, antikes Judentum und Christentum. Himmelfarb wurde 2008 mit einem Guggenheim-Stipendium ausgezeichnet.

## Schriften (Auswahl)
- Jewish Messiahs in a Christian Empire: A History of the Book of Zerubbabel. Cambridge, Mass.: Harvard University Press, 2017
- Between Temple and Torah: Essays on Priests, Scribes, and Visionaries in the Second Temple Period and Beyond. Tübingen: Mohr Siebeck, 2013.
- The Apocalypse: A Brief History.  Chichester, UK, and Malden, Mass.: Wiley-Blackwell, 2010. Japanese translation: Tokyo: Kyo Bun Kwan, 2013.
- A Kingdom of Priests: Ancestry and Merit in Ancient Judaism.  Philadelphia: University of Pennsylvania Press, 2006.
- Ascent to Heaven in Jewish and Christian Apocalypses.  New York: Oxford University Press, 1993.
- Tours of Hell: An Apocalyptic Form in Jewish and Christian Literature.  Philadelphia: University of Pennsylvania Press, 1983; Paperback edition: Philadelphia: Fortress, 1985.